# جينتشو
جينتشو (بالصينية: 锦州市 )‏ هي مدينة على مستوى محافظة، في جمهورية الصين الشعبية، تتبع لياونينغ، تبلغ مساحتها 10,111.45 كيلومتر مربع، رمزها البريدي هو 121000.

## المناخ
يظهر الجدول التالي التغييرات المناخية على مدار السنة لجينتشو:
| البيانات المناخية لـجينتشو                  | البيانات المناخية لـجينتشو | البيانات المناخية لـجينتشو | البيانات المناخية لـجينتشو | البيانات المناخية لـجينتشو | البيانات المناخية لـجينتشو | البيانات المناخية لـجينتشو | البيانات المناخية لـجينتشو | البيانات المناخية لـجينتشو | البيانات المناخية لـجينتشو | البيانات المناخية لـجينتشو | البيانات المناخية لـجينتشو | البيانات المناخية لـجينتشو | البيانات المناخية لـجينتشو |
| الشهر                                       | يناير                      | فبراير                     | مارس                       | أبريل                      | مايو                       | يونيو                      | يوليو                      | أغسطس                      | سبتمبر                     | أكتوبر                     | نوفمبر                     | ديسمبر                     | المعدل السنوي              |
| ------------------------------------------- | -------------------------- | -------------------------- | -------------------------- | -------------------------- | -------------------------- | -------------------------- | -------------------------- | -------------------------- | -------------------------- | -------------------------- | -------------------------- | -------------------------- | -------------------------- |
| متوسط درجة الحرارة الكبرى °م (°ف)           | −2.4 (27.7)                | 1.1 (34.0)                 | 8.0 (46.4)                 | 16.6 (61.9)                | 22.9 (73.2)                | 26.8 (80.2)                | 28.6 (83.5)                | 28.4 (83.1)                | 24.6 (76.3)                | 17.2 (63.0)                | 7.5 (45.5)                 | 0.3 (32.5)                 | 15.0 (58.9)                |
| متوسط درجة الحرارة الصغرى °م (°ف)           | −12.5 (9.5)                | −9.3 (15.3)                | −2.8 (27.0)                | 5.2 (41.4)                 | 11.8 (53.2)                | 17.2 (63.0)                | 20.8 (69.4)                | 19.7 (67.5)                | 13.5 (56.3)                | 5.9 (42.6)                 | −2.7 (27.1)                | −9.6 (14.7)                | 4.8 (40.6)                 |
| الهطول مم (إنش)                             | 2.7 (0.11)                 | 3.2 (0.13)                 | 7.3 (0.29)                 | 24.9 (0.98)                | 46.3 (1.82)                | 81.3 (3.20)                | 165.3 (6.51)               | 136.8 (5.39)               | 58.6 (2.31)                | 27.4 (1.08)                | 10.1 (0.40)                | 3.9 (0.15)                 | 567.8 (22.37)              |
| متوسط أيام هطول الأمطار (≥ 0.1 mm)          | 1.7                        | 2.1                        | 2.6                        | 4.8                        | 7.1                        | 10.4                       | 11.9                       | 9.9                        | 6.5                        | 4.6                        | 2.8                        | 1.5                        | 65.9                       |
| متوسط الرطوبة النسبية (%)                   | 52                         | 49                         | 48                         | 49                         | 53                         | 67                         | 79                         | 77                         | 65                         | 57                         | 55                         | 53                         | 59                         |
| ساعات سطوع الشمس الشهرية                    | 198.7                      | 202.6                      | 239.0                      | 247.1                      | 260.5                      | 234.9                      | 205.1                      | 228.4                      | 249.9                      | 233.0                      | 196.5                      | 186.7                      | 2٬682٫4                    |
| نسبة وصول أشعة الشمس                        | 68                         | 68                         | 65                         | 62                         | 58                         | 52                         | 45                         | 54                         | 67                         | 68                         | 66                         | 65                         | 61                         |
| المصدر: China Meteorological Administration |                            |                            |                            |                            |                            |                            |                            |                            |                            |                            |                            |                            |                            |

## التقسيمات الإدارية
- Guta District [الإنجليزية]‏
- Linghe District [الإنجليزية]‏
- Taihe District [الإنجليزية]‏
- Heishan County [الإنجليزية]‏
- Yi County, Liaoning [الإنجليزية]‏
- لينغاي
- بيجين (الصين).

## أعلام
- تشانغ نينغ
- يين لو
- ها جين
- هان زينيون
- وو يو